# Reto Lipp
Reto Lipp (* 5. August 1960) ist ein Schweizer Wirtschaftsjournalist und Fernsehmoderator. Er moderierte von 2007 bis 2021 das Wirtschaftsmagazin ECO auf SRF 1, seit August 2021 das wöchentliche Nachfolgeformat ECO Talk.

## Ausbildung
Reto Lipp besuchte von 1966 bis 1976 die Primar- und Sekundarschule und anschliessend die Kantonsschule Freudenberg, die er 1980 mit der Maturität Typus E abschloss. Nach einem Zwischenjahr (1981), in dem er beim Schweizerischen Bankverein in Zürich arbeitete und einen Sprachaufenthalt in England unternahm, studierte er Wirtschaftswissenschaften an der Universität Zürich. 1983 absolvierte er ein Praktikum bei der Schweizerischen Nationalbank in Zürich. 1986 schloss er das Studium mit dem Lizenziat ab.

## Berufliche Tätigkeiten
Ab 1983 war Lipp freier Mitarbeiter bei Radio Z (Vorgänger von NRJ Zürich) und ab 1986 Wirtschaftsredaktor beim selben Sender. 1991 wurde er zum stellvertretenden Chefredaktor ernannt und führte 1994 «Mr. Börse» bei Radio Z ein. Ab 1994 war er Mitglied der dreiköpfigen Redaktionsleitung des Radiosenders. 1998 übernahm er die Ressortleitung des Finanz-Zeitungsbundes der Handelszeitung. Ab 2000 figurierte er zusätzlich als Projektleiter und Initiator des Wirtschaftsmagazins Stocks, deren Chefredaktor er von 2000 bis 2006 war. Danach war er für ein Jahr (2006–2007) After Sales Director bei der UBS. Seit 1. August 2007 ist er beim Schweizer Fernsehen und moderierte von 2007 bis 2021 das Wirtschaftsmagazin ECO auf SRF 1. Seit 16. August 2021 moderiert er das Nachfolgeformat ECO Talk, einen wöchentlichen Wirtschaftstalk. Er ist auch Moderator des Börsenmagazins SRF Börse.

## Privates
Reto Lipp lebt mit seinem Partner zusammen.

## Auszeichnungen
- 2011: Wirtschaftsjournalist des Jahres. Verliehen vom Branchenmagazin Schweizer Journalist.[4]